# Лахман, Гизелла Сигизмундовна
Гизелла Сигизмундовна Лахман (урождённая Рабинерсон; англ. Gisella Lachman; 1890, Киев — 1969, Вашингтон) — русская поэтесса, библиограф.

## Биография
Родилась в семье сахарозаводчика, мецената, купца Сигизмунда (Зигмунта, Зигмунда) Львовича Рабинерсона (1864, Варшава — 16 февраля 1924, Париж). Внучка сахарозаводчика и общественного деятеля, купца первой гильдии, коммерции советника Моисея Берковича (Борисовича) Гальперина (1850—1928) и Софии Иоанновны Гальпериной (в девичестве Зайцевой, ум. 1928); правнучка крупного фабриканта и благотворителя, купца Ионы Мордковича (Марковича) Зайцева (1828—1907). Племянница писателя и химика Марка Алданова.
В годы Первой мировой войны работала медсестрой в госпитале, была награждена серебряной медалью «За усердие» (1916). После Октябрьской революции, в 1918 году, семья Рабинерсон уезжает в Германию, где Гизелла выходит замуж за Эрнста Лахмана и где рождаются её сыновья Алекс и Эрвин.
После прихода к власти нацистов в 1933 году семья уезжает в Лозанну, а в 1940 году — в США. В начале 1940-х годов Лахман работает в библиотеке в Филадельфии, затем в Нью-Йорке, где занимается поэтическими переводами и впервые выступает с собственными стихами. С 1950 года живёт и работает в Вашингтоне, где ей предложили должность библиографа в Библиотеке Конгресса.
Печаталась в газете «Новое русское слово» и других русскоязычных периодических изданиях, в том числе были опубликованы переводы Эмили Дикинсон, Роберта Фроста, Эдны Сент-Винсент Миллей и других англоязычных поэтов, также переводила с немецкого — Ганса Вольфа (нем. Hans M. Wolff, 1912—1958) и с французского — Поля Жеральди (фр., 1885—1983). Многие современники считали поэзию Г. Лахман близкой акмеизму и творчеству А. А. Ахматовой.

## Семья
- Сын — Эрвин Лахман (англ. Erwin J. Lachman, 1922—2008), американский художник-абстракционист.[4]
- Брат — переводчик Рауль Сигизмундович Рабинерсон (1892—1944), погибший в нацистском концлагере; автор книги «Из английских и французских поэтов» (Киев: Типография С. В. Кульженко, 1918).[5][6]
- Троюродный брат — филолог-романист Яков Львович Малкиель.

## Сборники
- Пленные слова. Издание кружка русских поэтов в Америке. Нью-Йорк, 1952.
- Зеркала: Вторая книга стихов. Вашингтон: Виктор Камкин, 1965.
- Избранная поэзия. Киев: Триумф, 1997.

## Прочие публикации
- Gisella R. Lachman. Manufacturing and mechanical engineering in the Soviet Union: a bibliography. Вашингтон: Library of Congress, Reference Department, 1953.